# عیون مسائل النفس
عیون مسائل النفس کتابی از حسن حسن‌زاده آملی است که در سال ۱۳۷۱ منتشر و در مراسم کتاب سال جمهوری اسلامی ایران به‌عنوان کتاب برگزیده معرفی شد.